# Jessica Hansen
Jessica Hansen (30 giugno 1995) è una nuotatrice australiana.

## Palmarès
- Mondiali

Budapest 2017: bronzo nella 4x100m misti.
Gwangju 2019: argento nella 4x100m misti.
- Mondiali in vasca corta

Windsor 2016: bronzo nella 4x100m misti.
Hangzhou 2018: bronzo nei 100m rana.
- Campionati panpacifici

Tokyo 2018: oro nella 4x100m misti e argento nei 100m rana.

## International Swimming League
| Stagione 2019 | Stagione 2020 |
| ------------- | ------------- |
| London Roar   | Iron          |